# الواتون (کنتاکی)
الواتون، کنتاکی (به انگلیسی: Alvaton, Kentucky) یک منطقهٔ مسکونی در ایالات متحده آمریکا است که در کنتاکی واقع شده‌است.

## خصوصیات
الواتون ۲۰۲٫۰۸ متر بالاتر از سطح دریا واقع شده‌است.